# A kard mestere 2.
A kard mestere 2. (kínai: 笑傲江湖之東方不敗, pinjin: Xiào Ào Jiāng Hú Zhī Dōng Fāng Bù Bài, magyaros átírásban: Hhsziao ao csiang hu cse tung fang pu paj) egy 1992-ben bemutatott hongkongi vuhszia (wuxia), melyet Jet Li egyik legmerészebb filmjének tartanak.
A film számos erkölcsi kérdést, tabu témát is boncolgat, felteszi a kérdést: ki számít hősnek, ki a gonosz, ki a jó? A film szexuális tabukat is döntöget: Jet Li karaktere ugyanis beleszeret a főgonoszba, aki egy rendkívül nőies eunuch, és érzésein az sem változtat, amikor kiderül, hogy szerelme valójában egy férfi. A főgonosz Legyőzhetetlen Ázsia (a magyar szinkronban Vörös Hajnal a neve) szerepére Tsui Hark először egy férfit akart, később azonban Brigitte Lint szerződtette, annak ellenére, hogy mindenki, még a történet eredeti írója is hevesen ellenezte. Lin később számos más filmjében is alakította ezt a szerepet.